# Blanquita Suárez (obra)
Blanquita Suárez és una pintura a l'oli sobre tela realitzada per Pablo Picasso el 1917 i que actualment forma part de la col·lecció permanent del Museu Picasso de Barcelona. Es mostra a la Sala 11 de la col·lecció permanent del museu. L'obra va ingressar al museu el 1970 amb el codi de registre MPB 110.013, gràcies a una donació de l'artista.
Després de deixar Barcelona el 1904, Picasso va tornar a la ciutat en visites esporàdiques. L'any 1917 Picasso arriba a Barcelona acompanyant els Ballets Russos de Diaghilev i hi va fer una estada de quatre mesos. El museu conserva una sèrie de teles d'aquest període barceloní –Arlequí, El Passeig de Colom, Cavall banyegat–, que evidencien l'interès de Picasso en la recerca de noves fonts i recursos plàstics.
A Barcelona, freqüentava els locals de diversió com havia fet anys enrere. Així ho demostra aquest oli: Blanquita Suárez era una cèlebre cantant còmica del moment que actuava als teatres.
En aquesta tela, els cànons del cubisme encara són vigents, i per la intensitat dels colors i el tractament de la geometria de les formes entronca amb obres del 1915.
Picasso aconsegueix una composició rigorosament construïda en la qual sap combinar la severitat tècnica amb l'airositat i l'espontaneïtat de la captació de l'instant.
L'artista situa el personatge a l'escenari, que estructura a base de plans geomètrics, aguts i àrids, on gràcies a un ben pensat joc tonal crea una perspectiva magnífica. La figura, que sosté un ventall a la mà, també presenta una superposició de plans, per bé que el pintor la suavitza gràcies a l'aplicació, en alguns indrets del cos, de línies més modulades i corbes que, combinades amb d'altres més angulars, aconsegueixen la sensació de moviment, de dansa, que esdevé un dels trets més rellevants de l'oli.
Els colors són saturats i hi dominen el negre, el marró, el verd i el blanc, amb alguns tocs violeta en alguns indrets.
En un quadern fet aleshores a Barcelona i que pertany al Musée Picasso de París hi ha uns esbossos d'una ballarina dansant, que és probablement  Blanquita Suárez.